# Stanisłau Leuszyk
Stanisłau Stanisławawicz Leuszyk (biał. Станіслаў Станіслававіч Леўшык, ros. Станислав Станиславович Левшик, Stanisław Stanisławowicz Lewszyk; ur. 8 maja 1950 w Siniewiczach w rejonie grodzieńskim) – białoruski lekarz i polityk, w 1996 roku deputowany do Rady Najwyższej Republiki Białorusi XIII kadencji.

## Życiorys

### Młodość i praca
Urodził się 8 maja 1950 roku we wsi Siniewicze, w rejonie grodzieńskim obwodu grodzieńskiego Białoruskiej SRR, ZSRR. W 1974 roku ukończył Grodzieńską Państwową Akademią Medyczną, uzyskując wykształcenie lekarza chirurga. W latach 1974–1975 odbywał staż specjalizacyjny. W latach 1975–1977 służył w szeregach Armii Radzieckiej jako dowódca pułkowego punktu sanitarnego. W latach 1977–1990 pracował jako ordynator Oddziału Chirurgicznego Raduńskiego Szpitala Miejskiego Werenowskiego Zjednoczenia Terytorialno-Medycznego. Od 1990 roku pełnił funkcję lekarza naczelnego tego szpitala. Należał do Białoruskiej Partii Agrarnej. Wielokrotnie wybierany był na deputowanego do Raduńskiej Miejskiej Rady Deputowanych i Werenowskiej Rejonowej Rady Deputowanych. Wchodził w skład Komitetu Wykonawczego Raduńskiej Miejskiej Rady Deputowanych.

### Działalność parlamentarna
W drugiej turze wyborów parlamentarnych 28 maja 1995 roku został wybrany na deputowanego do Rady Najwyższej Republiki Białorusi XIII kadencji z werenowskiego okręgu wyborczego nr 120. 9 stycznia 1996 roku został zaprzysiężony na deputowanego. Od 23 stycznia pełnił w Radzie Najwyższej funkcję członka Stałej Komisji ds. Ochrony Zdrowia, Kultury Fizycznej i Sportu. Należał do frakcji agrariuszy. Od 3 czerwca był członkiem grupy roboczej Rady Najwyższej ds. współpracy z parlamentem Rzeczypospolitej Polskiej. 27 listopada 1996 roku, po dokonanej przez prezydenta Alaksandra Łukaszenkę kontrowersyjnej i częściowo nieuznanej międzynarodowo zmianie konstytucji, nie wszedł w skład utworzonej przez niego Izby Reprezentantów Zgromadzenia Narodowego Republiki Białorusi I kadencji. Zgodnie z Konstytucją Białorusi z 1994 roku jego mandat deputowanego do Rady Najwyższej zakończył się 9 stycznia 2001 roku; kolejne wybory do tego organu jednak nigdy się nie odbyły.

## Życie prywatne
Stanisłau Leuszyk jest żonaty; jest katolikiem. W 1995 roku mieszkał w Raduniu w rejonie werenowskim.